# Gigantour
Gigantour bylo sporadicky organizované festivalové turné, které pořádal frontman Megadeth, Dave Mustaine. Turné poprvé proběhlo v roce 2005, vystoupení se konala v Severní Americe; ročníky 2006 a 2007 zavítaly i do Austrálie. Účinkující kapely vybíral Mustaine. Turné mělo být alternativou k akcím jako např. Ozzfest. Název „Gigantour“ byl inspirován klasickým anime z 60. let, Gigantor. Poslední Gigantour se konal v roce 2013.

## Festival
Sestava prvního Gigantour obsahovala kapely, se kterými se Mustainovi v minulosti dobře hrálo na turné. Pozval skupiny Dream Theater, Nevermore a Overkill. I na dalších ročnících vybíral některé hosty on sám, např. Anthrax, The Dillinger Escape Plan a Fear Factory.

## Album
Živé album, sestavené z koncertů Gigantour v Montrealu (2. září 2005) a Vancouveru (9. září 2005) vyšlo 22. srpna 2006 na CD a 5. září na DVD. Účinkují na něm Megadeth, Dream Theater, Anthrax, Fear Factory, Life of Agony, Nevermode, Dry Kill Logic, Symphony X a Bobaflex.

## Ročníky
| Datum               | Počet koncertů | Místo konání          | Kapely |
| ------------------- | -------------- | --------------------- | --- |
| Červenec–září 2005  | 39             | Spojené státy, Kanada | Hlavní pódium: Megadeth, Dream Theater (34 vystoupení), Anthrax (5 vystoupení), Fear Factory, The Dillinger Escape Plan (31 vystoupení), Nevermore Vedlejší pódium: Life of Agony, Symphony X, Dry Kill Logic, Bobaflex |
| Září–říjen 2006     | 25             | Spojené státy, Kanada | Hlavní pódium: Megadeth, Lamb of God, Opeth, Arch Enemy Vedlejší pódium: Overkill, Into Eternity, Sanctity, The SmashUp                                                                                                 |
| Říjen 2006          | 3              | Austrálie             | Megadeth, Soulfly, Arch Enemy, Caliban |
| Listopad 2007       | 6              | Austrálie             | Megadeth, Static-X, Lacuna Coil, DevilDriver, Bring Me the Horizon (3 vystoupení) |
| Únor 2008           | 7              | Spojené království    | Megadeth, Job for a Cowboy, Evile |
| Duben–květen 2008   | 30             | Spojené státy, Kanada | Megadeth, In Flames, Children of Bodom, Job for a Cowboy, High on Fire |
| Leden–březen 2012   | 27             | Spojené státy, Kanada | Megadeth, Motörhead, Volbeat, Lacuna Coil |
| Červenec–srpen 2013 | 26             | Spojené státy, Kanada | Megadeth, Black Label Society, Hellyeah, Device, Newsted, Death Division |